# Ybbs
Ybbs er en flod i Østrig, der munder ud i Donau. Dens kilde findes i nærheden af Mariazell ved foden af bjerget Großer Zellerhut på grænsen mellem Niederösterreich og Steiermark. Efter udspringet bærer floden navnet Weiße Ois og efter ca. 5 km kaldes den Ois. Fra omkring Lunz am See indtil udmundingen i Donau ved Ybbs an der Donau hedder floden Ybbs.
Kleine Ybbs er en biflod, der udspringer syd for Ybbsitz, og hedder på det første stykke Schwarze Ois og udmunder i Ybbs før Waidhofen an der Ybbs.
Ybbs har et meget snørklet forløb og flyder med en længde på 130 km fra syd i retning mod nord gennem Ybbstal. Langs floden ligger primært metal- og træforarbejdende virksomheder. I Alpeforlandet ændrer floden retning og flyder mod nordøst til Donau.
De vigtigste byer langs Ybbs er Lunz am See, Göstling an der Ybbs, Hollenstein an der Ybbs, Opponitz, Waidhofen an der Ybbs, Sonntagberg, Amstetten und Ybbs an der Donau.
Indtil 1980'erne hørte Ybbs til en af de mest forurenede floder i Østrig. Med etableringen er flere rensningsanlæg (særligt i byerne Waidhofen og Amstetten) samt med rensning af spildevandet fra nogle større industrier langs floden er forureningen drastisk reduceret.
Floden anvendes til fremstilling af strøm, og en del af strømmen til Amstetten produceres således på et vandkraftværk ved Ybbs. Ved Kemmelbach kort før udmundingen i Donau er der opført et moderne vandkraftværk.
47°45′37″N 15°12′19″Ø / 47.7603°N 15.2053°Ø